# 屏息
《屏息》（英語：I'm Breathless）是美國女歌手瑪丹娜於1990年5月份為電影《狄克崔西》（英語：Dick Tracy）所發行的電影原聲帶。這是瑪丹娜繼1987年的《她是誰》（Who's That Girl）後所發行的第二張電影原聲帶。由於這次電影原聲帶中收錄的12首歌曲皆由她一人主唱，因此亦可算是瑪丹娜的個人專輯。《屏息》在美、英兩地都獲得第2名的成績，在美銷售數字為雙白金。

## 內容

### 簡介
《狄克崔西》是一部由連環漫畫改編成的電影，由華倫·比提和瑪丹娜分飾男女主角，華倫比提飾演探長，瑪丹娜則是飾演性感冶艶的金髮尤物，劇情以男主角抽絲剝繭偵破殺人案為主軸向下發展。瑪丹娜在片中也開口獻唱多首電影插曲，全都收錄在《屏息》電影原聲帶當中。與瑪丹娜上一張電影原聲帶《她是誰》最大不同之處，是這張專輯中只收錄她一個人所唱的電影插曲，因此《屏息》也算是瑪丹娜的個人專輯之一；至於其他人所演唱的插曲和電影配樂方面，則另外收錄在《狄克崔西》電影原聲帶當中。

### 歌曲介紹
風尚
〈風尚〉是一首節奏輕快的浩室舞曲，中間穿插幾句饒舌，這是《屏息》中唯一一首不是出自於電影《狄克崔西》的單曲。〈風尚〉原本是要作為專輯《宛如祈禱者》中最後一支單曲〈放在一起〉B面的新曲，但在華納唱片高層的建議下，最終瑪丹娜將這支單曲獨立出來發行。
1990年4月14日當單曲〈放在一起〉還停留在第29名時，〈風尚〉首週進榜就佔據單曲榜第39名，而後以第28→12→4→2→1的速度，在進榜第六週拿下冠軍名次，它在榜首蟬連了3週，在美銷售達雙白金單曲（銷售數字達200萬張），這是瑪丹娜首張多白金單曲。〈風尚〉在榜內一共停留24週，在1990年年終百大單曲排名第5名。
〈風尚〉在英國單曲榜獲得4週冠軍，這是瑪丹娜第7首英國冠軍單曲，也是繼〈爸爸別說教〉、〈她是誰〉和〈宛如祈禱者〉之後，第4首英美冠軍單曲。
〈風尚〉的音樂影片請來導演大衛·芬奇執導，這是繼〈表現自我〉之後瑪丹娜和大衛·芬奇第二度的合作，〈風尚〉在1990年MTV音樂錄影帶大獎風光入圍9個項目，最後奪得最佳導演、最佳剪接和最佳攝影等三個大獎，大衛·芬奇也因為〈表現自我〉和〈風尚〉連續兩年獲得MTV音樂錄影帶大獎的最佳導演獎項。
搗鬼
〈搗鬼〉是《屏息》中發行的第二首單曲，在榜上最高名次為第10名，銷售數字達金唱片，由於這支單曲並未拍攝音樂影片，它在榜中僅停留11週。不過〈搗鬼〉在英國單曲榜的成績不錯，拿到了第2名的名次。
其它歌曲
電影《狄克崔西》中由瑪丹娜演唱的插曲〈Sooner or Later〉並未以單曲形式發行，但它在1991年榮獲第63屆奧斯卡金像獎的「最佳電影主題曲獎」，瑪丹娜並在頒獎典禮中現場演唱這首歌曲，而這也是她首次在奧斯卡獎典禮上演出。

### 商業成績
《屏息》在1990年6月9日進入告示牌專輯榜，首週成績為第44名，6月23日來到第2名，但受阻於MC哈默的《Please Hammer, Don't Hurt 'Em》，《屏息》前後在第2名共停留了三週，這也成了它最高的名次，《屏息》成為瑪丹娜首張全美亞軍專輯，它在專輯榜內共停留了25週，它在澳洲和德國都得到冠軍，在英國則獲得亞軍。《屏息》在1990年告示牌年終專輯排名第42名，銷售突破200萬張。
為進一步宣傳《宛如祈禱者》和《屏息》兩張專輯，瑪丹娜在同年展開了第三次世界巡迴演唱會，名為《金髮野心世界巡迴演唱會》（Blond Ambition World Tour）。

## 曲目
| 曲序 | 曲目                                                       | 词曲                                             | Producer(s)                       | 时长 |
| ---- | ---------------------------------------------------------- | ------------------------------------------------ | --------------------------------- | ---- |
| 1.   | He's a Man                                                 | Madonna, Patrick Leonard                         | Madonna, Leonard                  | 4:42 |
| 2.   | Sooner or Later                                            | Stephen Sondheim                                 | Madonna, Bill Bottrell            | 3:18 |
| 3.   | Hanky Panky                                                | Madonna, Leonard                                 | Madonna, Leonard                  | 3:57 |
| 4.   | I'm Going Bananas                                          | Michael Kernan, Andy Paley                       | Madonna, Leonard                  | 1:41 |
| 5.   | Cry Baby                                                   | Madonna, Leonard                                 | Madonna, Leonard                  | 4:04 |
| 6.   | Something to Remember                                      | Madonna, Leonard                                 | Madonna, Leonard                  | 5:03 |
| 7.   | Back in Business                                           | Madonna, Leonard                                 | Madonna, Leonard                  | 5:10 |
| 8.   | More                                                       | Sondheim                                         | Madonna, Bottrell                 | 4:56 |
| 9.   | What Can You Lose（duet with Mandy Patinkin）              | Sondheim                                         | Madonna, Bottrell                 | 2:08 |
| 10.  | Now I'm Following You（Part I) (duet with Warren Beatty）  | A. Paley, Jeff Lass, Ned Claflin, Jonathan Paley | Madonna, Leonard                  | 1:35 |
| 11.  | Now I'm Following You（Part II) (duet with Warren Beatty） | A. Paley, Lass, Claflin, J. Paley                | Madonna, Leonard, Kevin Gilbert   | 3:18 |
| 12.  | Vogue                                                      | Madonna, Shep Pettibone                          | Madonna, Pettibone, Craig Kostich | 4:50 |